# Törökország a 2008. évi nyári olimpiai játékokon
Törökország a kínai Pekingben megrendezett 2008. évi nyári olimpiai játékok egyik részt vevő nemzete volt. Az országot az olimpián 12 sportágban 67 sportoló képviselte, akik összesen 8 érmet szereztek.

## Érmesek
| Érem  | Versenyző         | Sportág    | Versenyszám              |
| ----- | ----------------- | ---------- | ------------------------ |
| Arany | Ramazan Şahin     | Birkózás   | Férfi szabadfogás, 66 kg |
| Ezüst | Elvan Abeylegesse | Atlétika   | Női 5000 m               |
| Ezüst | Elvan Abeylegesse | Atlétika   | Női 10 000 m             |
| Ezüst | Azize Tanrıkulu   | Taekwondo  | Női pehelysúly           |
| Ezüst | Sibel Özkan       | Súlyemelés | Női 48 kg                |
| Bronz | Nazmi Avluca      | Birkózás   | Férfi kötöttfogás, 84 kg |
| Bronz | Yakup Kılıç       | Ökölvívás  | Pehelysúly               |
| Bronz | Servet Tazegül    | Taekwondo  | Férfi pehelysúly         |

## Asztalitenisz
Férfi

| Versenyző | Versenyszám | Selejtező                                                     | 64-es főtábla                                                | 48-as főtábla     | 32-es főtábla     | Nyolcaddöntő      | Negyeddöntő       | Elődöntő          | Döntő             | Helyezés |
| Versenyző | Versenyszám | Ellenfél Eredmény                                             | Ellenfél Eredmény                                            | Ellenfél Eredmény | Ellenfél Eredmény | Ellenfél Eredmény | Ellenfél Eredmény | Ellenfél Eredmény | Ellenfél Eredmény | Helyezés |
| --------- | ----------- | ------------------------------------------------------------- | ------------------------------------------------------------ | ----------------- | ----------------- | ----------------- | ----------------- | ----------------- | ----------------- | -------- |
| Cem Zeng  | Egyes       | Monday Merotohun (NGR) · 10-12, 11-5, 11-8, 8-11, 12-10, 11-9 | Aleksandar Karakašević (SRB) · 8-11, 11-13, 7-11, 11-9, 1-11 | kiesett           | kiesett           | kiesett           | kiesett           | kiesett           | kiesett           | 49.      |

Női

| Versenyző | Versenyszám | Selejtező         | 64-es főtábla                                    | 48-as főtábla                                                 | 32-es főtábla                                    | Nyolcaddöntő      | Negyeddöntő       | Elődöntő          | Döntő             | Helyezés |
| Versenyző | Versenyszám | Ellenfél Eredmény | Ellenfél Eredmény                                | Ellenfél Eredmény                                             | Ellenfél Eredmény                                | Ellenfél Eredmény | Ellenfél Eredmény | Ellenfél Eredmény | Ellenfél Eredmény | Helyezés |
| --------- | ----------- | ----------------- | ------------------------------------------------ | ------------------------------------------------------------- | ------------------------------------------------ | ----------------- | ----------------- | ----------------- | ----------------- | -------- |
| Melek Hu  | Egyes       |                   | Pan Li-Chun (TPE) · 9-11, 11-9, 11-4, 11-8, 11-6 | Elke Schall-Wosik (GER) · 11-6, 6-11, 12-10, 11-6, 6-11, 11-7 | Fukuhara Ai (JPN) · 6-11, 8-11, 7-11, 11-9, 5-11 | kiesett           | kiesett           | kiesett           | kiesett           | 17.      |

## Atlétika
Férfi

| Versenyző    | Versenyszám     | Előfutam      | Előfutam      | Előfutam      | Döntő    | Döntő    |
| Versenyző    | Versenyszám     | Idő           | Hely.         | Össz.         | Idő      | Helyezés |
| ------------ | --------------- | ------------- | ------------- | ------------- | -------- | -------- |
| Selim Bayrak | 5000 m          | nem indult el | nem indult el | nem indult el | kiesett  | kiesett  |
| Selim Bayrak | 10 000 m        |               |               |               | 27:29,33 | 11.      |
| Halil Akkaş  | 3000 m akadály  | 8:44,70       | 12.           | 35.           | kiesett  | kiesett  |
| Abdil Ceylan | Maraton         |               |               |               | 2:31:43  | 71.      |
| Recep Çelik  | 20 km gyaloglás |               |               |               | 1:32:54  | 49.      |

| Versenyző           | Versenyszám   | Selejtező | Selejtező | Döntő    | Döntő    |
| Versenyző           | Versenyszám   | Eredmény  | Helyezés  | Eredmény | Helyezés |
| ------------------- | ------------- | --------- | --------- | -------- | -------- |
| Ercüment Olgundeniz | Diszkoszvetés | 60,83 m   | 20.       | kiesett  | kiesett  |
| Eşref Apak          | Kalapácsvetés | 74,45 m   | 16.       | kiesett  | kiesett  |

Női

| Versenyző         | Versenyszám    | Előfutam | Előfutam | Előfutam | Elődöntő | Elődöntő | Elődöntő | Döntő    | Döntő    |
| Versenyző         | Versenyszám    | Idő      | Hely.    | Össz.    | Idő      | Hely.    | Össz.    | Idő      | Helyezés |
| ----------------- | -------------- | -------- | -------- | -------- | -------- | -------- | -------- | -------- | -------- |
| Merve Aydin       | 800 m          | 2:04,75  | 4.       | 33.      | kiesett  | kiesett  | kiesett  | kiesett  | kiesett  |
| Alemitu Bekele    | 5000 m         | 15:10,92 | 3.       | 10.      |          |          |          | 15:48,48 | 7.       |
| Elvan Abeylegesse | 5000 m         | 14:58,79 | 5.       | 5.       |          |          |          | 15:42,74 |          |
| Elvan Abeylegesse | 10 000 m       |          |          |          |          |          |          | 29:56,34 |          |
| Nevin Yanıt       | 100 m gát      | 12,94    | 3.       | 12.      | 13,28    | 8.       | 14.      | kiesett  | kiesett  |
| Aslı Çakır        | 3000 m akadály | 10:05,76 | 14.      | 44.      |          |          |          | kiesett  | kiesett  |
| Türkan Erişmiş    | 3000 m akadály | 9:48,54  | 14.      | 33.      |          |          |          | kiesett  | kiesett  |
| Bahar Doğan       | Maraton        |          |          |          |          |          |          | 2:37:12  | 50.      |

| Versenyző            | Versenyszám   | Selejtező | Selejtező | Döntő    | Döntő    |
| Versenyző            | Versenyszám   | Eredmény  | Helyezés  | Eredmény | Helyezés |
| -------------------- | ------------- | --------- | --------- | -------- | -------- |
| Karin Melis Mey      | Távolugrás    | 642 cm    | 24.       | kiesett  | kiesett  |
| Svetlana Sudak-Torun | Kalapácsvetés | 68,22 m   | 17.       | kiesett  | kiesett  |

## Birkózás

### Férfi
Kötöttfogású

| Versenyző    | Versenyszám | Selejtező                         | Nyolcaddöntő                             | Negyeddöntő                        | Elődöntő                      | Vigaszág első kör | Vigaszág elődöntő                    | Bronz- mérkőzés                  | Döntő             | Helyezés |
| Versenyző    | Versenyszám | Ellenfél Eredmény                 | Ellenfél Eredmény                        | Ellenfél Eredmény                  | Ellenfél Eredmény             | Ellenfél Eredmény | Ellenfél Eredmény                    | Ellenfél Eredmény                | Ellenfél Eredmény | Helyezés |
| ------------ | ----------- | --------------------------------- | ---------------------------------------- | ---------------------------------- | ----------------------------- | ----------------- | ------------------------------------ | -------------------------------- | ----------------- | -------- |
| Soner Sucu   | 60 kg       |                                   | Iszlam-Beka Albijev (RUS) · 0-6, 0-6     |                                    |                               |                   | Roberto Monzón (CUB) · 3-1, 2-4, 1-1 | kiesett                          |                   | 12.      |
| Şeref Eroğlu | 66 kg       |                                   | Nikolaj Gergov (BUL) · 1-1, 1-2          | kiesett                            | kiesett                       |                   |                                      |                                  |                   | 17.      |
| Şeref Tüfenk | 74 kg       | İlqar Abdulov (AZE) · 1-2, 1-1    | kiesett                                  | kiesett                            | kiesett                       |                   |                                      |                                  |                   | 17.      |
| Nazmi Avluca | 84 kg       |                                   | Badri Haszaia (GEO) · 4-0, 1-1           | Számán Tahmászebi (IRI) · 2-2, 3-0 | Fodor Zoltán (HUN) · 1-2, 1-1 |                   |                                      | Ma Szan-ji (CHN) · 0-4, 5-0, 6-0 |                   |          |
| Mehmet Özal  | 96 kg       | Oleh Krjoka (UKR) · 4-2, 1-2, 1-1 | Mindaugas Ežerskis (LTU) · 2-2, 1-2, 1-3 | kiesett                            | kiesett                       |                   |                                      |                                  |                   | 10.      |
| Rıza Kayaalp | 120 kg      |                                   | Mindaugas Mizgaitis (LTU) · 1-1, 1-3     | kiesett                            | kiesett                       |                   |                                      |                                  |                   | 20.      |

Szabadfogású

| Versenyző      | Versenyszám | Selejtező                             | Nyolcaddöntő                          | Negyeddöntő                           | Elődöntő                             | Vigaszág első kör                   | Vigaszág elődöntő                 | Bronz- mérkőzés                | Döntő                                  | Helyezés |
| Versenyző      | Versenyszám | Ellenfél Eredmény                     | Ellenfél Eredmény                     | Ellenfél Eredmény                     | Ellenfél Eredmény                    | Ellenfél Eredmény                   | Ellenfél Eredmény                 | Ellenfél Eredmény              | Ellenfél Eredmény                      | Helyezés |
| -------------- | ----------- | ------------------------------------- | ------------------------------------- | ------------------------------------- | ------------------------------------ | ----------------------------------- | --------------------------------- | ------------------------------ | -------------------------------------- | -------- |
| Sezer Akgül    | 55 kg       |                                       | Macunaga Tomohiro (JPN) · 0-5, 0-3    |                                       |                                      | Adama Diatta (SEN) · 1-0, 0-1, 1-0  | Dilshod Mansurov (UZB) · 0-4, 0-4 | kiesett                        |                                        | 11.      |
| Tevfik Odabaşı | 60 kg       | Murad Ramazanov (MKD) · 7-0, 0-2, 0-2 | kiesett                               | kiesett                               | kiesett                              |                                     |                                   |                                |                                        | 11.      |
| Ramazan Şahin  | 66 kg       |                                       | Geandry Garzón (CUB) · 1-0, 7-4       | Mehdi Tagavi (IRI) · 3-0, 1-0         | Otar Tusisvili (GEO) · 1-0, 3-1      |                                     |                                   |                                | Andrij Sztadnyik (UKR) · 2-2, 2-1, 2-2 |          |
| Ahmet Gülhan   | 74 kg       | Ali Abdo (AUS) · 1-0, 2-0             | Buvajszar Szajtyijev (RUS) · 0-1, 0-4 |                                       |                                      | Cso Pjonggvan (KOR) · 0-1, 2-0, 1-2 | kiesett                           | kiesett                        |                                        | 10.      |
| Serhat Balcı   | 84 kg       |                                       | Travis Cross (CAN) · 1-1, 1-1         | Reineris Salas (CUB) · 1-0, 2-0       | Juszup Abduszalomov (TJK) · 0-3, 0-1 |                                     |                                   | Tarasz Danyko (UKR) · 0-1, 0-2 |                                        | 5.       |
| Hakan Koç      | 96 kg       |                                       | Stefan Kehrer (GER) · 1-0, 1-1        | Sirvanyi Muradov (RUS) · 0-1, 0-2     |                                      |                                     | Heorhij Tyibilov (UKR) · 0-1, 1-3 | kiesett                        |                                        | 9.       |
| Aydın Polatçı  | 120 kg      |                                       | Ivan Iscsenko (UKR) · 0-3, 1-0, 1-0   | Marid Mutalimov (KAZ) · 0-1, 2-1, 0-2 | kiesett                              |                                     |                                   |                                |                                        | 9.       |

## Cselgáncs
Férfi

| Versenyző    | Versenyszám | Selejtező         | 32-es főtábla                    | Nyolcaddöntő                     | Negyeddöntő       | Elődöntő          | Vigaszág első kör | Vigaszág negyeddöntő | Vigaszág elődöntő | Bronz- mérkőzés   | Döntő             | Helyezés |
| Versenyző    | Versenyszám | Ellenfél Eredmény | Ellenfél Eredmény                | Ellenfél Eredmény                | Ellenfél Eredmény | Ellenfél Eredmény | Ellenfél Eredmény | Ellenfél Eredmény    | Ellenfél Eredmény | Ellenfél Eredmény | Ellenfél Eredmény | Helyezés |
| ------------ | ----------- | ----------------- | -------------------------------- | -------------------------------- | ----------------- | ----------------- | ----------------- | -------------------- | ----------------- | ----------------- | ----------------- | -------- |
| Sezer Huysuz | Könnyűsúly  |                   | Dennis Iverson (AUS) · 1000-0000 | Sze Zsicsikava (CHN) · 0001-0010 | kiesett           | kiesett           |                   |                      |                   |                   |                   | 17.      |

## Íjászat
Férfi

| Versenyző          | Versenyszám | Selejtező | Selejtező | 64-es főtábla                    | 32-es főtábla                      | Nyolcaddöntő      | Negyeddöntő       | Elődöntő          | Döntő             | Helyezés |
| Versenyző          | Versenyszám | Pont      | Kiemelt   | Ellenfél Eredmény                | Ellenfél Eredmény                  | Ellenfél Eredmény | Ellenfél Eredmény | Ellenfél Eredmény | Ellenfél Eredmény | Helyezés |
| ------------------ | ----------- | --------- | --------- | -------------------------------- | ---------------------------------- | ----------------- | ----------------- | ----------------- | ----------------- | -------- |
| Yusuf Göktuğ Ergin | Egyéni      | 660       | 23.       | Nuno Pombo (POR) (42.) · 106-103 | I Cshanghvan (KOR) (10.) · 109-117 | kiesett           | kiesett           | kiesett           | kiesett           | 22.**    |

Női

| Versenyző           | Versenyszám | Selejtező | Selejtező | 64-es főtábla                         | 32-es főtábla     | Nyolcaddöntő      | Negyeddöntő       | Elődöntő          | Döntő             | Helyezés |
| Versenyző           | Versenyszám | Pont      | Kiemelt   | Ellenfél Eredmény                     | Ellenfél Eredmény | Ellenfél Eredmény | Ellenfél Eredmény | Ellenfél Eredmény | Ellenfél Eredmény | Helyezés |
| ------------------- | ----------- | --------- | --------- | ------------------------------------- | ----------------- | ----------------- | ----------------- | ----------------- | ----------------- | -------- |
| Zekiye Keskin Şatır | Egyéni      | 644       | 16.       | Elpída Romandzí (GRE) (49.) · 103-105 | kiesett           | kiesett           | kiesett           | kiesett           | kiesett           | 43.*     |

* - egy másik versenyzővel azonos eredményt ért el

** - két másik versenyzővel azonos eredményt ért el

## Kerékpározás

### Hegyi-kerékpározás
| Versenyző   | Versenyszám        | Idő           | Helyezés |
| ----------- | ------------------ | ------------- | -------- |
| Bilal Akgül | Férfi terepverseny | 2 kör hátrány | 35.      |

## Ökölvívás
| Versenyző         | Versenyszám  | Selejtező                        | Nyolcaddöntő                | Negyeddöntő                    | Elődöntő                       | Döntő             | Helyezés |
| Versenyző         | Versenyszám  | Ellenfél Eredmény                | Ellenfél Eredmény           | Ellenfél Eredmény              | Ellenfél Eredmény              | Ellenfél Eredmény | Helyezés |
| ----------------- | ------------ | -------------------------------- | --------------------------- | ------------------------------ | ------------------------------ | ----------------- | -------- |
| Furkan Ulaş Memiş | Légsúly      | Dzsitender Kumár (IND) · feladta | kiesett                     | kiesett                        | kiesett                        | kiesett           | 17.      |
| Yakup Kılıç       | Pehelysúly   |                                  | Simizu Szatosi (JPN) · 12-9 | Abd el-Káder Sádi (ALG) · 13-6 | Vaszil Lomacsenko (UKR) · 1-10 | kiesett           |          |
| Onur Şipal        | Könnyűsúly   | José Pedraza (PUR) · 3-10        | kiesett                     | kiesett                        | kiesett                        | kiesett           | 17.      |
| Adem Kılıççı      | Váltósúly    | Billy Joe Saunders (GBR) · 3-14  | kiesett                     | kiesett                        | kiesett                        | kiesett           | 17.      |
| Bahram Muzaffer   | Félnehézsúly | Aziz Ali (KEN) · 8-3             | Kenneth Egan (IRL) · 2-10   | kiesett                        | kiesett                        | kiesett           | 9.       |

## Taekwondo
Férfi

| Versenyző       | Versenyszám | Nyolcaddöntő              | Negyeddöntő               | Elődöntő          | Vigaszág elődöntő          | Bronz- mérkőzés         | Döntő             | Helyezés |
| Versenyző       | Versenyszám | Ellenfél Eredmény         | Ellenfél Eredmény         | Ellenfél Eredmény | Ellenfél Eredmény          | Ellenfél Eredmény       | Ellenfél Eredmény | Helyezés |
| --------------- | ----------- | ------------------------- | ------------------------- | ----------------- | -------------------------- | ----------------------- | ----------------- | -------- |
| Servet Tazegül  | Pehelysúly  | Gessler Viera (CUB) · 4-3 | Szon Thedzsin (KOR) · 0-1 |                   | Dennis Bekkers (NED) · 3-2 | Peter López (PER) · 1-0 |                   |          |
| Bahri Tanrıkulu | Váltósúly   | Steven López (USA) · 0-3  | kiesett                   | kiesett           |                            |                         |                   | 11.      |

Női

| Versenyző       | Versenyszám | Nyolcaddöntő               | Negyeddöntő             | Elődöntő                   | Vigaszág elődöntő | Bronz- mérkőzés   | Döntő                    | Helyezés |
| Versenyző       | Versenyszám | Ellenfél Eredmény          | Ellenfél Eredmény       | Ellenfél Eredmény          | Ellenfél Eredmény | Ellenfél Eredmény | Ellenfél Eredmény        | Helyezés |
| --------------- | ----------- | -------------------------- | ----------------------- | -------------------------- | ----------------- | ----------------- | ------------------------ | -------- |
| Azize Tanrıkulu | Pehelysúly  | Elaine Teo (MAS) · 7-4     | Diana López (USA) · 2-1 | Martina Zubčić (CRO) · 5-3 |                   |                   | Im Szudzsong (KOR) · 0-1 |          |
| Sibel Güler     | Váltósúly   | Vanina Sánchez (ARG) · 0-4 | kiesett                 | kiesett                    |                   |                   |                          | 11.      |

## Sportlövészet
Férfi

| Versenyző   | Versenyszám    | Selejtező | Selejtező | Döntő   | Döntő    |
| Versenyző   | Versenyszám    | Pont      | Helyezés  | Pont    | Helyezés |
| ----------- | -------------- | --------- | --------- | ------- | -------- |
| Yusuf Dikeç | Légpisztoly    | 566       | 44.       | kiesett | kiesett  |
| Yusuf Dikeç | Szabadpisztoly | 552       | 22.       | kiesett | kiesett  |

## Súlyemelés
Férfi

| Versenyző      | Versenyszám | Szakítás                 | Szakítás                 | Lökés                    | Lökés                    | Összesen | Helyezés |
| Versenyző      | Versenyszám | Eredmény                 | Helyezés                 | Eredmény                 | Helyezés                 | Összesen | Helyezés |
| -------------- | ----------- | ------------------------ | ------------------------ | ------------------------ | ------------------------ | -------- | -------- |
| Sedat Artuç    | 56 kg       | érvényes kísérlet nélkül | érvényes kísérlet nélkül | kiesett                  | kiesett                  | kiesett  | kiesett  |
| Taner Sağır    | 77 kg       | érvényes kísérlet nélkül | érvényes kísérlet nélkül | kiesett                  | kiesett                  | kiesett  | kiesett  |
| İzzet İnce     | 85 kg       | 170,0                    | 6.                       | érvényes kísérlet nélkül | érvényes kísérlet nélkül | kiesett  | kiesett  |
| Bunyamin Sudas | 105 kg      | 166,0                    | 16.                      | 207,0                    | 15.                      | 373,0    | 14.      |

Női

| Versenyző     | Versenyszám | Szakítás                 | Szakítás                 | Lökés    | Lökés    | Összesen | Helyezés |
| Versenyző     | Versenyszám | Eredmény                 | Helyezés                 | Eredmény | Helyezés | Összesen | Helyezés |
| ------------- | ----------- | ------------------------ | ------------------------ | -------- | -------- | -------- | -------- |
| Sibel Özkan   | 48 kg       | 88,0                     | 2.                       | 111,0    | 3.       | 199,0    |          |
| Nurcan Taylan | 48 kg       | érvényes kísérlet nélkül | érvényes kísérlet nélkül | kiesett  | kiesett  | kiesett  | kiesett  |

## Úszás
Férfi

| Versenyző       | Versenyszám    | Előfutam | Előfutam | Előfutam | Elődöntő | Elődöntő | Elődöntő | Döntő   | Döntő    |
| Versenyző       | Versenyszám    | Idő      | Hely.    | Össz.    | Idő      | Hely.    | Össz.    | Idő     | Helyezés |
| --------------- | -------------- | -------- | -------- | -------- | -------- | -------- | -------- | ------- | -------- |
| Ömer Arslanoğlu | 200 m mell     | 2:17,93  | 4.       | 51.      | kiesett  | kiesett  | kiesett  | kiesett | kiesett  |
| Serkan Atasay   | 200 m vegyes   | 2:05,25  | 6.       | 42.      | kiesett  | kiesett  | kiesett  | kiesett | kiesett  |
| Demir Atasoy    | 100 m mell     | 1:02,25  | 2.       | 39.      | kiesett  | kiesett  | kiesett  | kiesett | kiesett  |
| Derya Büyükuncu | 100 m hát      | 55,43    | 7.       | 30.      | kiesett  | kiesett  | kiesett  | kiesett | kiesett  |
| Derya Büyükuncu | 200 m hát      | 1:59,86  | 4.       | 22.      | kiesett  | kiesett  | kiesett  | kiesett | kiesett  |
| Deniz Nazar     | 400 m vegyes   | 4:30,80  | 4.       | 28.      |          |          |          | kiesett | kiesett  |
| Kaan Tayla      | 50 m gyors     | 22,66    | 8.       | 37.      | kiesett  | kiesett  | kiesett  | kiesett | kiesett  |
| Onur Uras       | 100 m pillangó | 54,79    | 7.       | 58.      | kiesett  | kiesett  | kiesett  | kiesett | kiesett  |
| Ediz Yıldırımer | 1500 m gyors   | 16:28,79 | 5.       | 35.      |          |          |          | kiesett | kiesett  |

Női

| Versenyző        | Versenyszám    | Előfutam | Előfutam | Előfutam | Elődöntő | Elődöntő | Elődöntő | Döntő   | Döntő    |
| Versenyző        | Versenyszám    | Idő      | Hely.    | Össz.    | Idő      | Hely.    | Össz.    | Idő     | Helyezés |
| ---------------- | -------------- | -------- | -------- | -------- | -------- | -------- | -------- | ------- | -------- |
| Gülşah Gönenç    | 200 m pillangó | 2:14,44  | 2.       | 32.      | kiesett  | kiesett  | kiesett  | kiesett | kiesett  |
| Dilara Günaydin  | 100 m mell     | 1:10,45  | 5.       | 28.      | kiesett  | kiesett  | kiesett  | kiesett | kiesett  |
| Dilara Günaydin  | 200 m mell     | 2:31,86  | 4.       | 32.      | kiesett  | kiesett  | kiesett  | kiesett | kiesett  |
| Iris Rosenberger | 100 m pillangó | 1:01,67  | 4.       | 44.      | kiesett  | kiesett  | kiesett  | kiesett | kiesett  |

## Vitorlázás
Férfi

| Versenyző              | Versenyszám     | Futam | Futam | Futam | Futam | Futam | Futam | Futam | Futam | Futam | Futam | Futam | Pontszám | Helyezés |
| Versenyző              | Versenyszám     | 1     | 2     | 3     | 4     | 5     | 6     | 7     | 8     | 9     | 10    | É     | Pontszám | Helyezés |
| ---------------------- | --------------- | ----- | ----- | ----- | ----- | ----- | ----- | ----- | ----- | ----- | ----- | ----- | -------- | -------- |
| Ertuğrul İcingir       | Szörfvitorlázás | 36    | 28    | 15    | 19    | 27    | 19    | 12    | 23    | 23    | 6     | -     | 172      | 22.      |
| Kemal Muslubaş         | Laser           | 4     | 42    | 27    | 19    | 15    | 27    | 7     | 15    | 32    |       | -     | 146      | 18.      |
| Deniz Çınar Ateş Çınar | 470-es osztály  | 23    | 13    | 26    | 22    | 22    | 23    | 26    | 21    | 28    | 22    | -     | 198      | 28.      |

Női

| Versenyző        | Versenyszám     | Futam | Futam | Futam | Futam | Futam | Futam | Futam | Futam | Futam | Futam | Futam | Pontszám | Helyezés |
| Versenyző        | Versenyszám     | 1     | 2     | 3     | 4     | 5     | 6     | 7     | 8     | 9     | 10    | É     | Pontszám | Helyezés |
| ---------------- | --------------- | ----- | ----- | ----- | ----- | ----- | ----- | ----- | ----- | ----- | ----- | ----- | -------- | -------- |
| Sedef Köktentürk | Szörfvitorlázás | 26    | 25    | 26    | 27    | 28    | 24    | 24    | 28    | 27    | 25    | -     | 232      | 27.      |

Nyílt

| Versenyző         | Versenyszám | Futam | Futam | Futam | Futam | Futam | Futam | Futam | Futam | Futam | Pontszám | Helyezés |
| Versenyző         | Versenyszám | 1     | 2     | 3     | 4     | 5     | 6     | 7     | 8     | É     | Pontszám | Helyezés |
| ----------------- | ----------- | ----- | ----- | ----- | ----- | ----- | ----- | ----- | ----- | ----- | -------- | -------- |
| Ali Kemal Tüfekçi | Finn dingi  | 20    | 21    | 13    | 18    | 14    | 19    | 6     | 17    | -     | 107      | 20.      |

É - éremfutam